# Kermaria-Sulard
Kermaria-Sulard is een gemeente in het Franse departement Côtes-d'Armor (regio Bretagne). De plaats maakt deel uit van het arrondissement Lannion. Kermaria-Sulard telde op 1 januari 2022 1.106 inwoners.

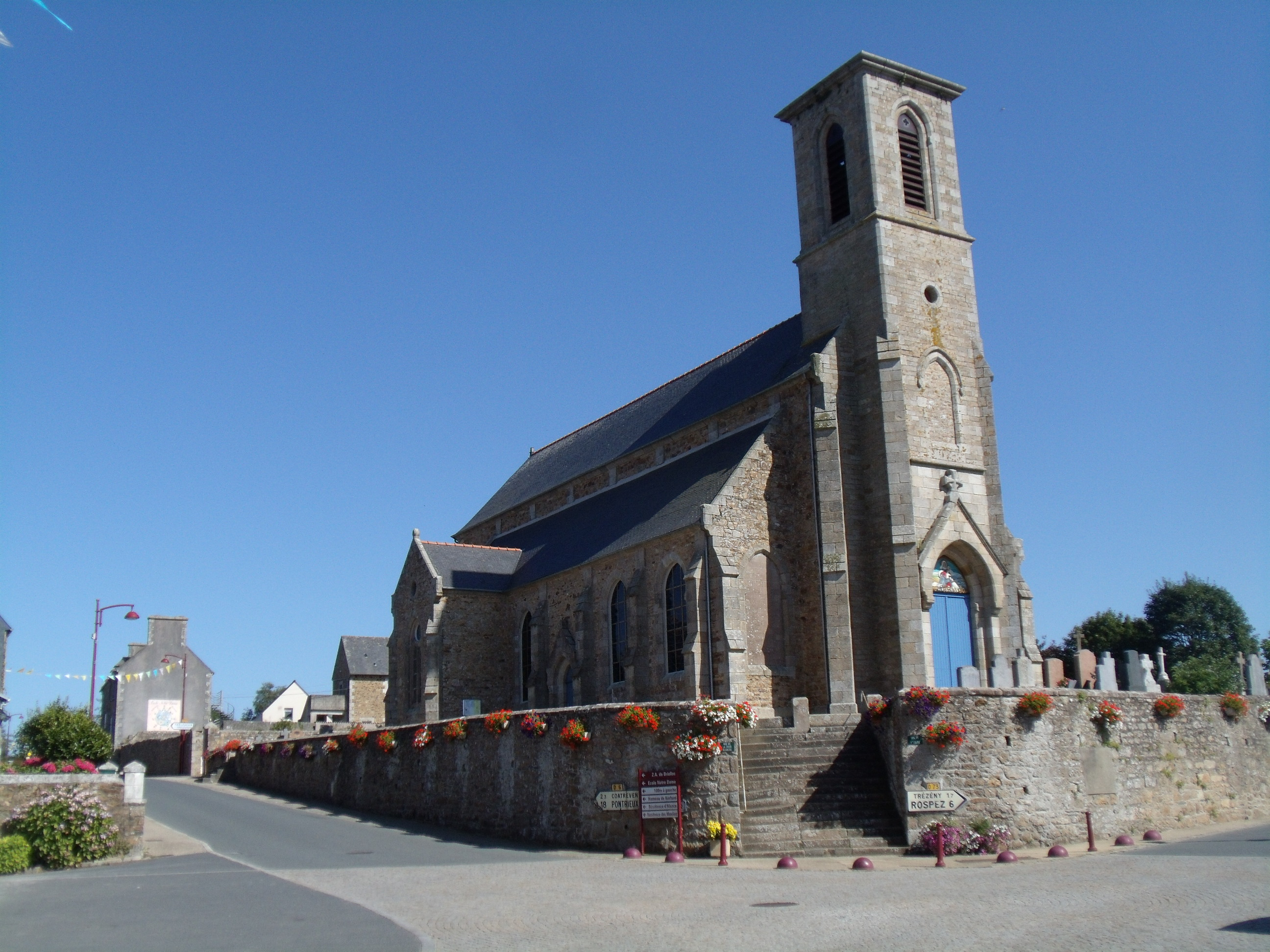
Kerk van Kermaria-Sulard
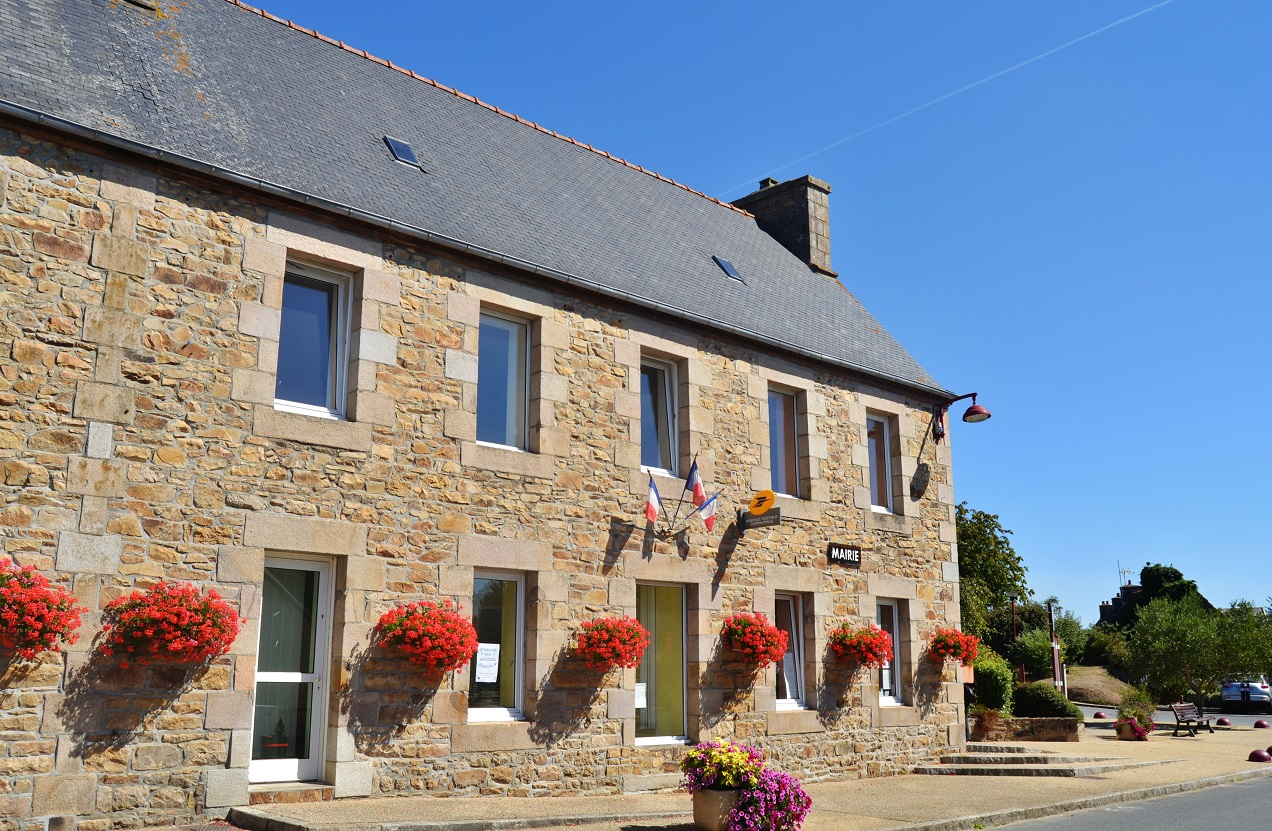
Gemeentehuis

## Geografie
De oppervlakte van Kermaria-Sulard bedroeg op 1 januari 2022 9,02 vierkante kilometer; de bevolkingsdichtheid was toen 122,6 inwoners per km².
De onderstaande kaart toont de ligging van Kermaria-Sulard met de belangrijkste infrastructuur en aangrenzende gemeenten.

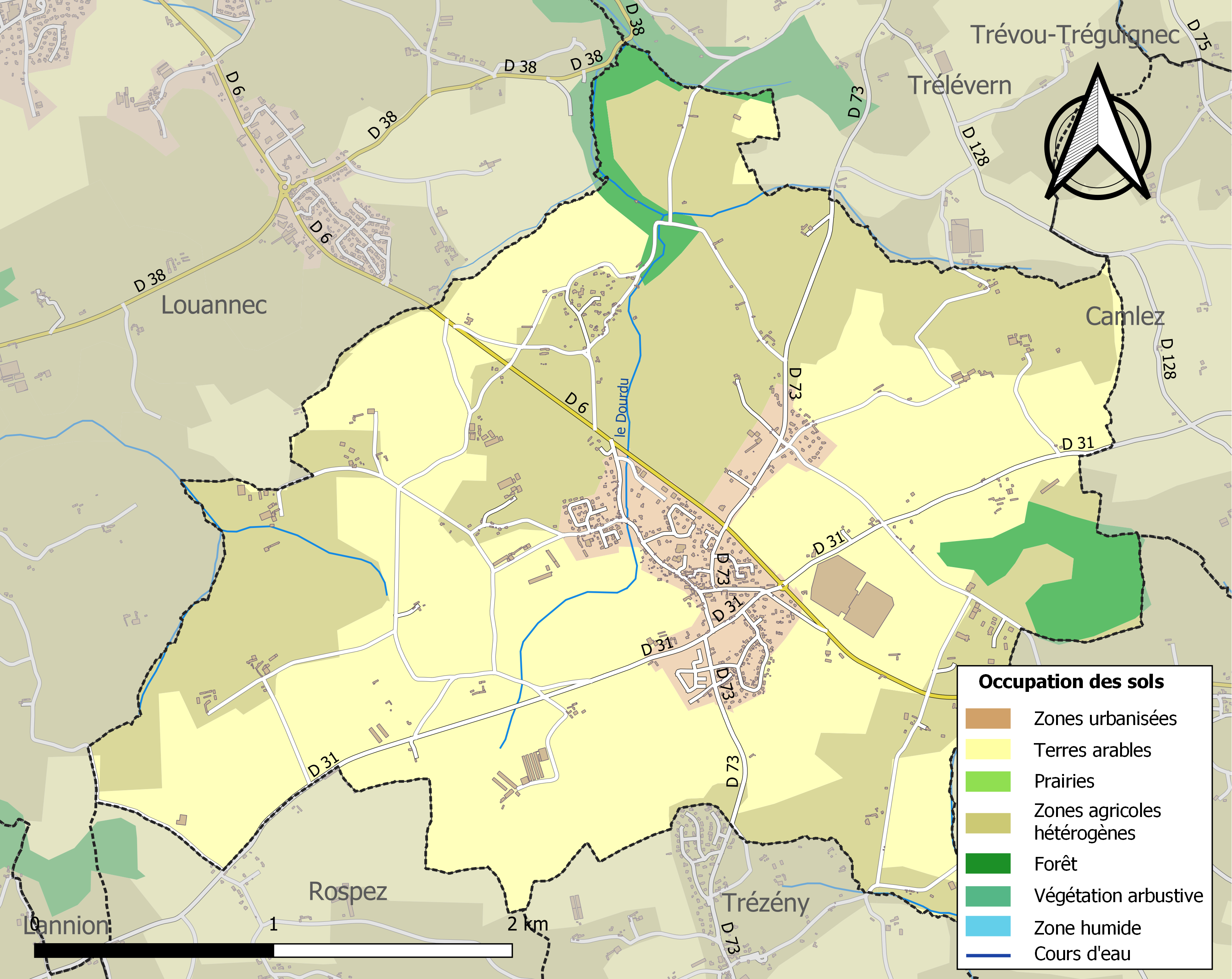

## Demografie
Onderstaande figuur toont het verloop van het inwonertal (bron: INSEE-tellingen).